# Bürgerhaus Apothekenstraße 5

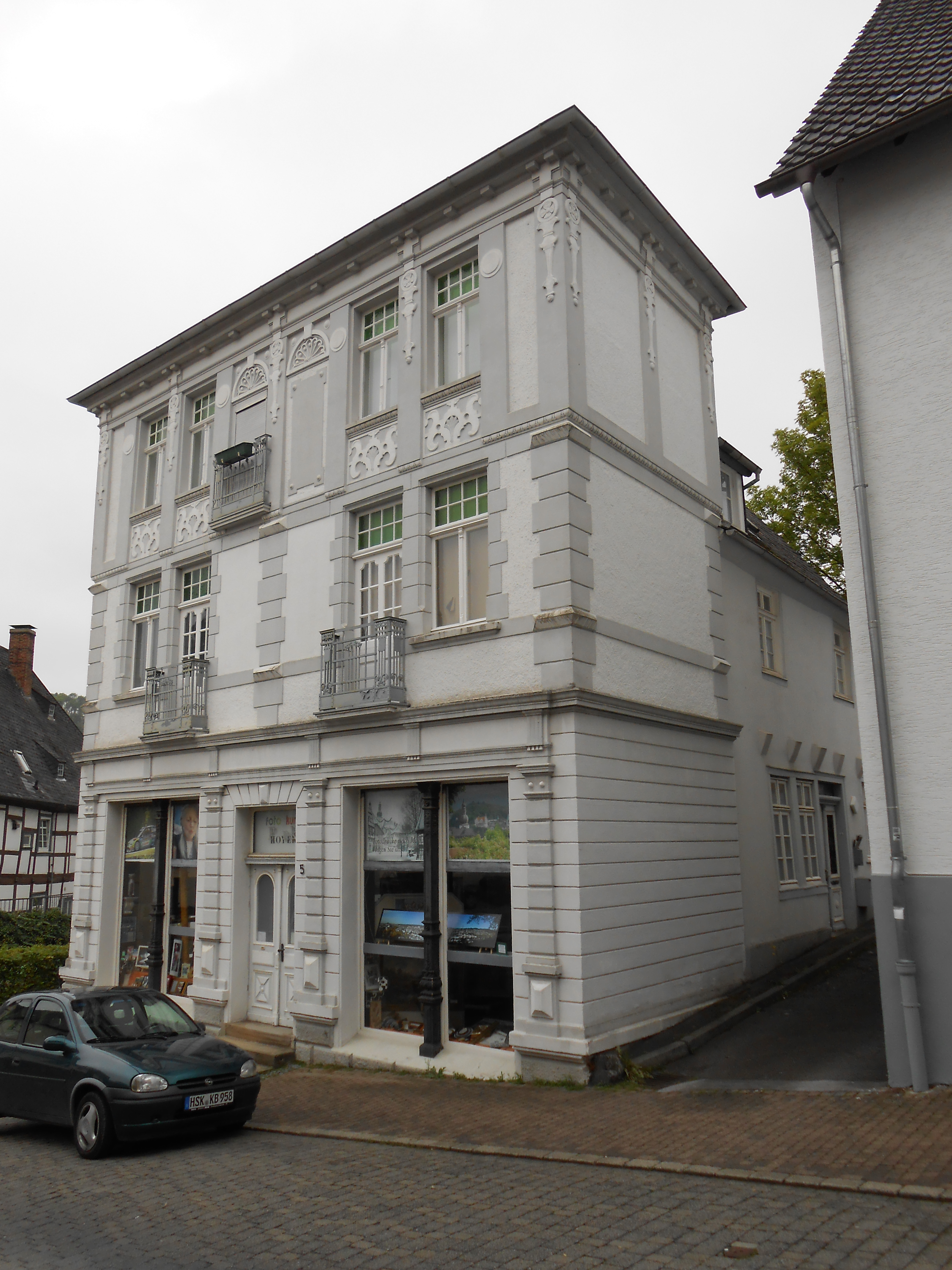
Fassade des Hauses Apothekenstraße 5

Das Bürgerhaus Apothekenstraße 5 (Haus Finke) in Arnsberg ist ein denkmalgeschützter Bau aus dem 18. Jahrhundert.

## Geschichte
Es handelt sich im Kern um einen zweigeschossigen Fachwerkbau aus der Zeit nach dem Stadtbrand von 1709. Aus der Geschichte des Hauses im 18. Jahrhundert ist wenig bekannt. Der erste namentlich bekannte Eigentümer war zu Beginn des 19. Jahrhunderts der Apotheker Willibald Brisken, dem auch die Engelapotheke am Alten Markt gehörte. Er tauschte mit seinem Vater Franz Brisken 1819 die Wohnung und lebte danach im Gebäude, das später als Hotel zur Krone bekannt wurde. Um 1838 gehörte das Haus einem Eigentümer namens Köhler.
Im 19. Jahrhundert (nachklassizistische Zeit) wurde dem Ursprungsbau ein schmaler Traufenhausriegel mit aufwendig gestalteter Straßenfront mit schmiedeeisernen Balkongittern vorgebaut. Die aus dieser Zeit stammende Schaufenstergestaltung ist noch vorhanden. Diese für die Stadt ungewöhnliche Baumaßnahme wurde wahrscheinlich zur Zeit des Bäckers Rüther in der zweiten Hälfte des 19. Jahrhunderts vorgenommen, um den Bau besser für geschäftliche Zwecke nutzen zu können.
Im Jahr 1891 ging das Haus in den Besitz des gelernten Schlossers und Schmiedemeisters Peter Finke (* 3. Dezember 1853 in Sundern; † 17. Juli 1946 in Arnsberg) über. Er selbst hatte im Haus ein Eisenwarengeschäft und eine seit 1878 bestehende Kunstschmiede untergebracht. Diese wurde 1959 in die Ruhrstraße verlegt, wo sie sich noch immer befindet. Es blieb auch im 20. Jahrhundert weiterhin in Familienbesitz. Neben Wohnzwecken dient es noch immer dem Einzelhandel. Zwischen 1974 und 1976 fand mit kommunalen Unterstützungsmitteln eine umfassende Renovierung statt. Unter anderem wurde das Fachwerk an der Westseite wieder freigelegt. Weitere denkmalpflegerische Arbeiten fanden 1988 statt. 1983 wurde das Haus in die Denkmalliste der Stadt Arnsberg aufgenommen.